# Hedwige Taube
La comtesse Hessenstien, née Hedvig Ulrika Taube  (1714-1744), est une aristocrate suédoise et dame d'honneur de la reine de Suède Ulrique-Éléonore. Fille du comte Edvard Didrik Taube et de la comtesse née Christina Maria Falkenberg, elle fut la maîtresse du roi Frédéric Ier de Suède. Sa sœur, Catherine Charlotte De la Gardie, est la belle sœur de la fameuse scientifique Eva Ekeblad, tante du comte Axel de Fersen, célèbre pour son amitié avec la reine Marie-Antoinette, avec Sophie Piper et avec la comtesse Klinckowström.   

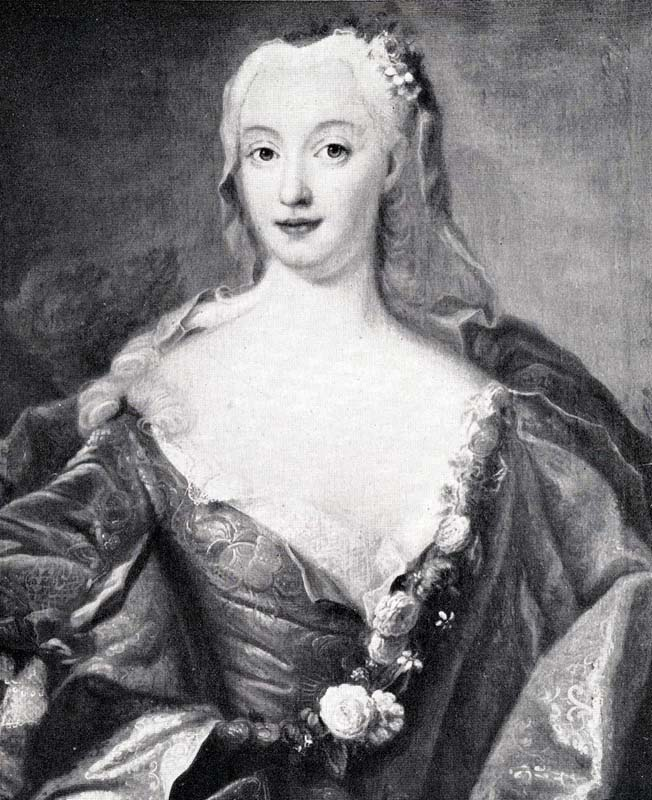
Hedvig Taube.